# Bulbophyllum macrobulbum
Bulbophyllum macrobulbum és una espècie d'orquídia epífita originària de Nova Guinea. Prolifera en els arbres coberts de molsa o en roques en elevacions baixes. Bulbophyllum macrobulbum va ser descrita per Johannes Jacobus Smith i publicada en el Bulletin du Département de l'Agriculture aux Indes Néerlandaises 39: 4. 1910. El nom genèric Bulbophyllum fa referència a la forma de bulb de les fulles. Per altra banda, el terme “macrobulbum” epítet llatí que vol dir "amb grans bulbs".

## Morfologia
És una orquídia de mida gran a gegant, de creixement càlid amb hàbits epífits amb pseudo-bulbs amb un color verd oliva apagat, ovoides, agrupats i que duen una sola fulla apical, oblonga, tenyida de porpra. Floreix a l'estiu i a la tardor en una curta inflorescència basal en forma de gotim amb 4 o 5 flors grans i pudents. Aquestes plantes tenen fulles peculiarment llargues i han de penjar lliures sense reposar sobre bancs. Per evitar la putrefacció cal utilitzar tests penjants o cistelles, temperatures temperades, semblants a les del clima tropical, una elevada humitat i també pot ajudar el creixement que disposi d'una ombra parcial per mantenir el desenvolupament.